# Tortella xanthocarpa
Tortella xanthocarpa är en bladmossart som beskrevs av Brotherus 1902. Tortella xanthocarpa ingår i släktet kalkmossor, och familjen Pottiaceae. Inga underarter finns listade i Catalogue of Life.